# ラクキパール郡 (ミネソタ州)
ラクキパール郡（英: Lac qui Parle County）は、アメリカ合衆国ミネソタ州の南西部に位置する郡である。2010年国勢調査での人口は7,259人であり、2000年の8,067人から10.0％減少した。郡庁所在地はマディソン市（人口1,551人）であり、同郡で人口最大の都市でもある。ラクキパール郡の郡名は「話す湖」を意味するダコタ族インディアンの言葉のフランス語訳である。ウィスコンシン大学とロバート・ウッド・ジョンソン財団による2011年の研究では、ラクキパール郡がミネソタ州で最も健康な郡とされていた。

## 地理
アメリカ合衆国国勢調査局に拠れば、郡域全面積は778.05平方マイル (2,015.1 km2)であり、このうち陸地764.87平方マイル (1,981.0 km2)、水域は13.19平方マイル (34.2 km2)で水域率は1.70％である。
郡の北側境界はミネソタ川であり、ミネソタ川の支流であるラクキパール川とイエローバンク川も郡内を流れている。

### 湖
ラクキパール郡にはラクキパール湖など7つの湖があり、その中の1つはサウスダコタ州に跨っている。

### 主要高規格道路
- アメリカ国道75号線
- アメリカ国道212号線
- ミネソタ州道40号線
- ミネソタ州道119号線
- ミネソタ州道275号線

### 隣接する郡
- ビッグストーン郡 - 北
- スウィフト郡 - 北東
- チッペワ郡 - 東
- イエローメディスン郡 - 南
- ドゥール郡 (サウスダコタ州) - 南西
- グラント郡 (サウスダコタ州) - 北西

### 国立保護地域
- ビッグストーン国立野生生物保護区（部分）

## 人口動態

2000人口ピラミッド

以下は2000年国勢調査による人口統計データである。
| 基礎データ - 人口: 8,067人 - 世帯数: 3,316 世帯 - 家族数: 2,225 家族 - 人口密度: 4人/km2（10人/mi2） - 住居数: 3,774軒 - 住居密度: 2軒/km2（5軒/mi2） 人種別人口構成 - 白人: 98.85% - アフリカン・アメリカン: 0.16% - ネイティブ・アメリカン: 0.22% - アジア人: 0.32% - その他の人種: 0.06% - 混血: 0.38% - ヒスパニック・ラテン系: 0.26% 先祖による構成 - ノルウェー系：44.6％ - ドイツ系：35.2％ 年齢別人口構成 - 18歳未満: 24.5% - 18-24歳: 5.7% - 25-44歳: 22.7% - 45-64歳: 23.9% - 65歳以上: 23.2% - 年齢の中央値: 43歳 - 性比（女性100人あたり男性の人口） - 総人口: 98.6 - 18歳以上: 95.6 | 世帯と家族（対世帯数） - 18歳未満の子供がいる: 27.9% - 結婚・同居している夫婦: 59.8% - 未婚・離婚・死別女性が世帯主: 4.1% - 非家族世帯: 32.9% - 単身世帯: 30.2% - 65歳以上の老人1人暮らし: 17.9% - 平均構成人数 - 世帯: 2.37人 - 家族: 2.96人 収入と家計 - 収入の中央値 - 世帯: 32,626米ドル - 家族: 41,556米ドル - 性別 - 男性: 27,939米ドル - 女性: 19,681米ドル - 人口1人あたり収入: 17,399米ドル - 貧困線以下 - 対人口: 8.5% - 対家族数: 5.6% - 18歳未満: 7.8% - 65歳以上: 9.2% |

## 都市と郡区
| 都市 | 郡区 | 郡区 |
| --- | --- | --- |
| - マディソン - 郡庁所在地 - ベリンガム - ボイド - ドーソン - ルイスバーグ - マリエッタ - ナッソー - オートンビル | - アガシー - アリーナ - オーガスタ - バクスター - キャンプレリース - セロゴード - フリーランド - ガーフィールド - ハムリン - ハンソー - ラクキパール | - レイクショア - マディソン - マンフレッド - マクスウェル - ミハーリン - ペリー - プロビデンス - リバーサイド - テンマイルレイク - ウォルター - イエローバンク |